# Losenovský palác
Losenovský palác (též dům U Labutí) je jedním z menších paláců na severní straně Hradčanského náměstí v Praze. Původně renesanční objekt vzniklý spojením dvou domů na konci 17. století byl kolem poloviny 18. století přestavěn barokně a v roce 1842 upraven klasicistně. Od roku 1964 je památkově chráněn.

## Historie a popis

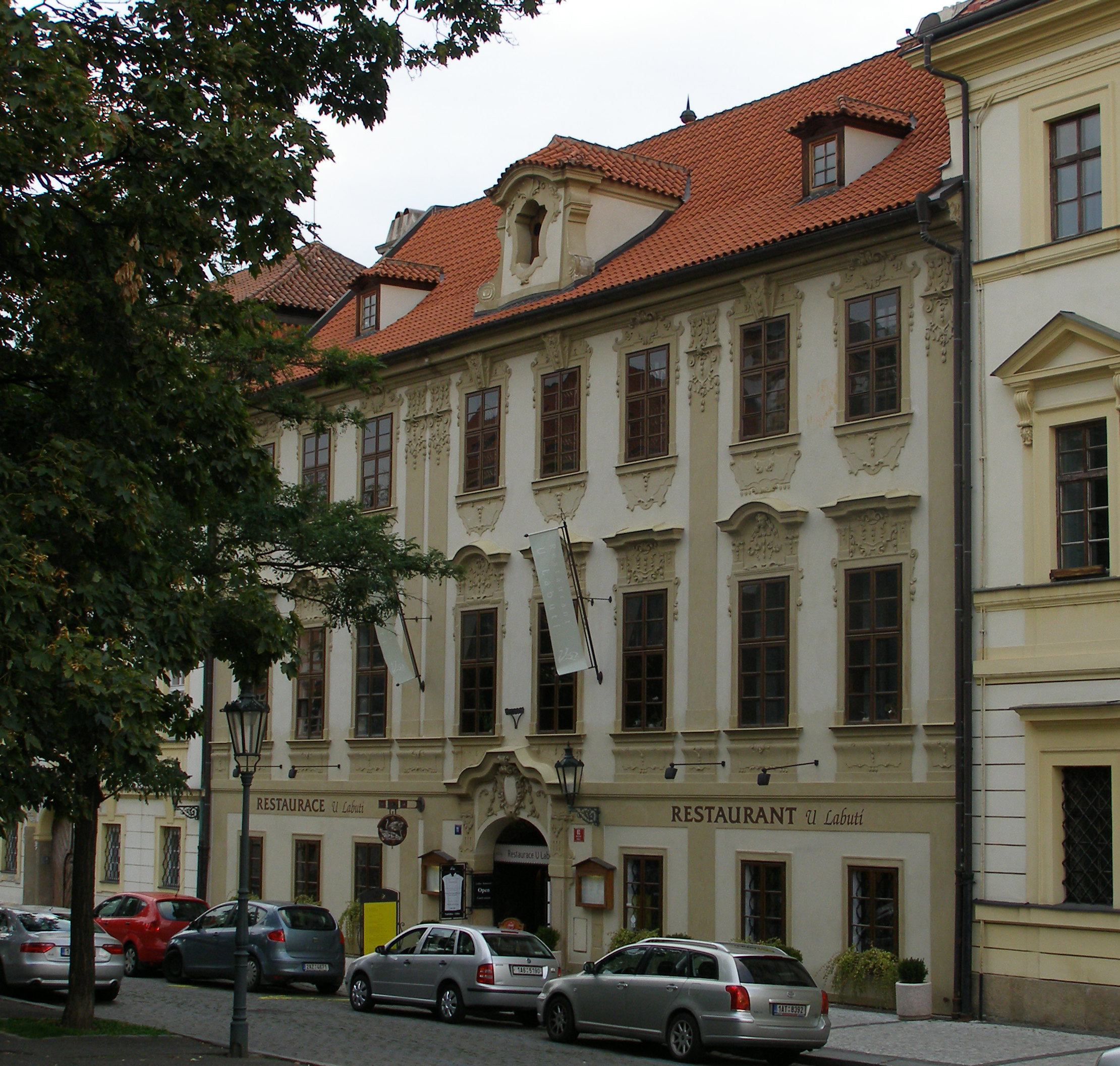
Losenovský palác (též dům U labutí)

Dva renesanční domy byly koncem 17. století spojeny a v polovině 18. století upraveny do podoby menšího městského paláce. V čtyřkřídlém objektu vybudovaném kolem obdélného dvora se dochovala gotická dispozice zadního severního křídla a kamenné gotické sklepy s valenými klenbami. V roce 1842 provedl stavitel Jan Maximilián Heger klasicistní úpravu, při níž bylo západní a severní křídlo o patro zvýšeno. Západní křídlo v nádvoří překrývá pavlač s klasicistním železným zábradlím, pod ní jsou v přízemí dvě arkády na sloupech s toskánskými hlavicemi.
Architektonicky hodnotné je pozdně barokní dvoupatrové průčelí jižního křídla, obrácené do náměstí osmiosou fasádou se zdůrazněným piano nobile v prvním patře. Uprostřed přízemí je segmentově zaklenutý portál s plasticky řešeným kamenným ostěním, nad ním je štuková kartuše a zvlněná římsa.
V nádvoří se zachovala původní obdélná nádrž pískovcové přízední kašny.
Ve 20. století byla budova využívána k bydlení, v letech 1945–1948 tu např. žila rodina diplomata Josefa Korbela (část dětství tu tedy prožila i jeho dcera Madeleine Albrightová). V 60. letech bylo přízemí upraveno na vinárnu (architekti Pavel Kupka a Miloslav Matašovský) a restaurace U Labutí je tu stále.